# اشتراسبورگ (اوکرمارک)
شهر اشتراسبورگ (به آلمانی: Strasburg) در ایالت مکلنبورگ-فورپومن در کشور آلمان واقع شده‌است.